# Aposiopese
 Der er for få eller ingen kildehenvisninger i denne artikel, hvilket er et problem. Du kan hjælpe ved at angive troværdige kilder til de påstande, som fremføres i artiklen.

Aposiopese betegner et retorisk virkemiddel, hvor en sætning afbrydes bevidst midt i en syntaktisk sammenhæng, så det overlades til modtageren med sin fantasi at afslutte den. Afbrydelsen vil ofte være et resultat af stærke følelser, som f.eks. angst eller eksaltation.
Et eksempel på sidstnævnte anvendes af Emil Aarestrup i et digt med titlen "Du! Du! Du Søde". Fra vers 13 og frem:

Jeg tørster efter
Din Aandes Blomsterdrik,
Din Arms Omfavningskræfter,
Din slangebygte Ryg,
Din Tunges sagte Kys, Din Munds —

Aposiopesen kaldes også det uudsigeliges figur, og som det ses i ovenstående, vil det ikke-sagte ofte udgøres af en tankestreg. Udeladelsesprikker kan dog også anvendes.

I mere daglig brug kan en aposiopese opstå, når man fremfører en hvis-sætning med udeladelse af hovedsætningen, som f.eks.:
"Hvis du gør det, så..."